# Пятьдесят франков «Кантен де Латур»
Пятьдесят франков Кантен де Латур — французская банкнота, эскиз которой разработан 15 июня 1976 года и выпускалась Банком Франции с 4 апреля 1977 года до замены на банкноту пятьдесят франков Сент-Экзюпери.

## История
Банкнота относится к новой серии "Известные художники и композиторы», в которую вошли банкноты с портретами Берлиоз, Дебюсси, Делакруа, Монтескьё и Паскаль. Банкноты серии печатались с 1976 по 1992 год. Банкнота была лишена статуса законного платежного средства в связи с переходом на евро.

## Описание
Авторами банкноты стали Бернар Тарель, Люсьена Фонтанароза (ум. 1975), гравёры Анри Рено и Жак Комбет. На банкноте изображён  портрет Мориса Квентина де Ла Тура, находящийся в Musée Antoine-Lécuyer.  Доминирующие цвета сине-серый и бистр.  Аверс: портрет Квентина де Ла Тура на фоне главного фасада дворца Версаль.  Реверс: справа, тот же портрет художника на фоне ратуши Де Сент-Квентин, в его родном городе.  Водяной знак расположен на другом крае банкноты в стороне от портрета художника. Размеры банкноты 150 мм х 80 мм.